# Ellisville, Missouri
Ellisville är en ort i St. Louis County i Missouri. Vid 2020 års folkräkning hade Ellisville 9 985 invånare.